# Xavier Aliaga i Víllora
Xavier Aliaga i Víllora (Madrid, 1970), és un periodista i escriptor valencià.
Tot i que nascut a Madrid, va créixer a Xàtiva. Ha estudiat Filologia i com a periodista ha treballat per a diferents periòdics valencians. L'any 2005 va publicar la novel·la Si no ho dic rebente, per la qual va guanyar el VII Premi de narrativa, Vila de la Lloseta, (Mallorca). L'any 2008 va guanyar el Premi Andròmina de narrativa, un dels màxims guardons en llengua catalana al País Valencià amb Els neons de Sodoma, i el 2011 va resultar guanyador del Premi Joanot Martorell de narrativa a Gandia per la seua novel·la Vides desafinades.
Ha publicat, el 2013, la novel·la El meu nom no és Irina en la col·lecció "Trencadís" de l'editorial Andana.
El 2014 publica Dos metres quadrats de sang jove, novel·la negra de crims.cat.
El 2017 guanyà el Premi Pin i Soler de narrativa per Les quatre vides de l'oncle Antoine. Aquest mateix any va publicar a Sembra Llibres una antologia de textos de Joan Fuster, Fuster per a ociosos.
L'any 2018 guanyà el Premi de la Crítica dels Escriptors Valencians en la categoria de narrativa, per la novel·la Les quatre vides de l'oncle Antoine, publicada amb Angle Editorial.